# Ryōma Kida
Ryōma Kida (jap. 氣田 亮真, Kida Ryōma; * 12. August 1997 in der Präfektur Chiba) ist ein japanischer Fußballspieler.

## Karriere
Ryōma Kida erlernte das Fußballspielen in den Jugendmannschaften von Takayanagi FC, Canarinho FC und JEF United Ichihara Chiba sowie in der Universitätsmannschaft der Senshū-Universität. Seinen ersten Vertrag unterschrieb er 2020 bei V-Varen Nagasaki. Der Verein aus Nagasaki, einer Stadt in der Präfektur Nagasaki, spielte in der zweithöchsten japanischen Liga, der J2 League. Hier kam er bis Saisonende 32-mal zum Einsatz. Im Januar 2021 wechselte er in die erste Liga zu Vegalta Sendai. Am Saisonende 2021 belegte er mit dem Verein aus Sendai den neunzehnten Tabellenplatz und musste in zweite Liga absteigen. Nach insgesamt 100 Ligaspielen wechselte er im Januar 2024 zum ebenfalls in der zweiten Liga spielenden Montedio Yamagata.